# Чернігівсько-Прип'ятська операція
Черні́гівсько-При́п'ятська наступа́льна опера́ція (26 серпня — 30 вересня 1943 року) — фронтова наступальна операція радянських військ Центрального фронту у Німецько-радянській війні. Складова частина Чернігівсько-Полтавської стратегічної операції — першого етапу битви за Дніпро.

## Обстановка на серпень 1943 року
Зазнавши поразки в Курській битві, німецькі війська залишили будь-яку надію перехопити ініціативу, вермахт міг уже тільки реагувати на радянські дії.
Гітлер розумів, що його війська не зможуть стримувати радянський наступ. Для виграшу часу він наказав побудувати міцну лінію оборони, в якій головна увага приділялася природним перешкодам, з яких найважливішими були великі річки. Особливого значення німецьке командування надавало лінії захисту на Дніпрі, яку воно вважало основою так званого «східного валу».
З радянської сторони, Ставка Верховного Головнокомандування прагнула максимально використати перемогу в Курській битві. Військам належало розгорнути наступ на фронті від Великих Лук до Азовського моря, зокрема військам Центрального, Воронезького і Степового фронтів ставилося завдання звільнити Лівобережну Україну, наступаючи на фронті від Черкас до Полтави, вийти до Дніпра, форсувати його та захопити плацдарми на правому березі річки, створивши умови для визволення Правобережної України.

## Склад сил сторін на початок операції
До початку операції до складу Центрального фронту (командувач — генерал-полковник Рокоссовський К. К.) входили:
- 13-та армія (генерал-лейтенант Пухов М. П.),
- 48-ма армія (генерал-лейтенант Романенко П. Л.),
- 65-та армія (генерал-лейтенант Батов П. І.),
- 60-та армія (генерал-лейтенант Черняховський І. Д.),
- 70-та армія (генерал-лейтенант Галанін І. В.),
- 2-га танкова армія (генерал-лейтенант Богданов С. І.),
- 9-й танковий корпус (генерал-майор Рудченко Г. С.),
- 16-та повітряна армія (генерал-лейтенант Руденко С. Г.)

Примітка: в ході операції, 6 вересня 1943 року, в склад сил фронту з резерву Ставки ВГК була передана 61-ша армія (генерал-лейтенант Бєлов П. О.), 70-та армія 1 вересня виведена в резерв Ставки ВГК.
Разом: 35 стрілецьких, 3 повітряно-десантні, 1 протитанкова винищувальна дивізія, 1 механізований, 3 танкові корпуси, 3 стрілецьких і 3 танкових бригади. Загальна чисельність військ фронту становила 579 600 чоловік.
На середину серпня 1943 року війська фронту займали оборону по лінії Дмитровськ-Орловський — Рильск після завершення Орловської наступальній операції.
З німецького боку військам Центрального фронту протистояли:
- на півночі частина військ 9-ї польової армії (командувач генерал-полковник Вальтер Модель) зі складу групи армій «Центр» генерал-фельдмаршала фон Клюге.
- в центрі 2-га польова армія (командувач генерал-полковник Вальтер Вайс) (7-й і 13-й армійські корпуси — 68-ма, 75-та, 88-ма, 208-ма, 82-га, 327-ма, 340-ва піхотні дивізії) групи армій «Центр».
- на півдні частина військ 4-ї танкової армії (командувач генерал-полковник Герман Гот) зі складу групи армій «Південь» генерал-фельдмаршала фон Манштейна.

На головному напрямку удару німецькі війська облаштували потужний оборонний рубіж, який займали війська 2-ї армії. Перший ешелон рубежу проходив по річкам Сєв і Сейм. Другий ешелон — по рубежу річок Дніпро і Сож. Усі населенні пункти були пристосовані до кругової оборони, перетворені у вузли спротиву.

## Задум операції
На підготовку до операції давалося десять діб.
Директивою Ставки Верховного Головнокомандування від 22 серпня 1943 року Центральному фронту ставилася задача з рубежу Дмитровськ-Орловський — Рильск здійснити наступ в південно-західному напрямку на Шостку, Бахмач, Ніжин, Київ, форсувати річки Десну і Дніпро та у взаємодії з Воронезьким фронтом оволодіти Києвом. Розмежувальна лінія з сусідом — станція Ленінська, Терни, Красний Колядин, Ічня, Київ.
За задумом операції війська фронту повинні були завдати головного удару противнику силами 2-ї танкової, 65-ї і частиною сил 48-ї і 60-ї армій на Новгород-сіверському напрямку, допоміжний удар — силами 60-ї армії на Конотопському напрямку, розгромити війська противника і вийти на середню течію Дніпра.

## Перебіг подій
26 серпня 1943 року, після перегрупування, Центральний фронт розпочав наступ. Головний удар наносився в смузі 65-ї армії на Севському напрямку силами 65-ї і сильно ослабленої 2-ї танкової армій. 65-та армія, яка діяла на головному напрямі була посилена 4-м артилерійським корпусом прориву артилерії резерву Верховного Головного командування (АРВГК). На цьому напрямі діяли і основні сили 16-ї повітряної армії. Просуванню основних сил повинні були сприяти флангові з'єднання 48-ї і 60-ї армій, що примикали до ударної угруповання.
З великими труднощами з'єднання 2-ї танкової і 65-ї армій 27 серпня оволоділи Севськом. Німецьке командування перекинуло в район Севська 2 піхотних і 2 танкові дивізії, які завдали на захід від міста сильний фланговий контрудар і зупинили просування радянських військ на наступному оборонному рубежі. На кінець доби 31 серпня радянські війська змогли тут вклинитися в німецьку оборону всього на 20-25 кілометрів.
28 серпня, щоб відволікти противника від напряму основного удару, було прийняте рішення здійснити допоміжний удар силами 60-ї армії в Глухівському напрямку. На допоміжному напрямі наступ радянських військ виявився для німців повною несподіванкою і 30 серпня війська армії звільнили Глухів. Командуванням фронту було прийняте рішення з метою розвитку успіху перенести основний напрямок удару на лівий фланг. На посилення 60-ї армії були спішно перекинуті 2-га танкова і 13-та армія, 4-й артилерійський корпус прориву, інші частини посилення. Туди ж була перенацілена основна маса літаковильотів 16-ї повітряної армії. Передислокація проводилася в надзвичайно швидкому темпі, не припиняючи боїв по всій смузі фронту, аби не допустити відповідні дії противника.
Маневр силами дозволив військам фронту прорвати оборону і здійснити стрімкий наступ на Конотопському напрямку: 3 вересня війська вийшли до Десни південніше Новгород-Сіверського, з ходу форсували Сейм і 6 вересня визволили Конотоп, 7 вересня — Борзну, 9 вересня — Бахмач (під Бахмачем були оточені і розгромлені чотири німецькі піхотні дивізії), 15 вересня — Ніжин. На цьому напрямку просування за 20 діб становило 230 кілометрів. Німецьке командування реально оцінило загрозу для своїх військ, викликану проривом армії Черняховського на стику груп армій «Центр» і «Південь» і ввело в бій 2 танкові, 3 піхотні дивізії і значні сили авіації. Однак введення в бій цих з'єднань здійснювалося розрізнено, вони не змогли вплинути на хід бойових дій і були розбиті поодинці.
Війська правого крила фронту на колишньому напрямі головного удару, використовуючи успіх на Конотопському напрямку, також вийшли до Десни. 13-та армія отримала задачу наступати вздовж її лівого берега, після чого форсувати її південніше Чернігова, з подальшою задачею форсувати з ходу Дніпро, захопити плацдарм на його західному березі в районі Чорнобиль — гирло річки Тетерів. 65-та армія, форсувавши з ходу Десну, звільнила 16 вересня Новгород-Сіверський. Падіння цього вузла оборони відкрило і тут вихід на оперативний простір, темпи наступу також різко зросли. Організована оборона противника, що протистоїть, фактично перестала існувати. Війська фронту по всій смузі наступу стрімко наступали до Дніпра. Дорога на Київ була відкрита.
В цей час правофлангові армії сусіда ліворуч — Воронезького фронту вели бої тільки на рубежі Ромни — Лохвиця, відстаючи від лівого крила Центрального фронту на 100—120 кілометрів. Між військами двох фронтів утворився величезний розрив. Черняховський був змушений частину сил виділити для забезпечення флангу, що розтягнувся, послаблюючи цим своє ударне угруповання. У зв'язку з цим 6 вересня 1943 року, в склад сил фронту з резерву Ставки ВГК була передана 61-ша армія, яка була введена між 65-ю і 13-ю арміями на Чернігівському напрямку.
21 вересня війська лівого крила фронту з ходу форсували Десну південно-західніше Чернігова і оволоділи містом. 13-та армія вийшла на берег Дніпра і 22 вересня стала його форсувати в межиріччі Дніпра і Прип'яті південніше Чорнобиля, до 23 вересня вже займала на західному березі плацдарм завглибшки 35 і завширшки 30—35 кілометрів. Південніше, на в гирлі річок Тетерів і Димер, форсували Дніпро війська 60-ї армії, створивши плацдарм завглибшки 12—15 і завширшки 20 кілометрів.
Незважаючи на очевидний успіх на Київському напрямку, 28 вересня Центральний фронт був перенаправлений на Гомельський напрям. На цьому напрямі діяли 65-та і 48-ма армії, однак вийти на рубіж річки Сож їм вдалося лише наприкінці вересня.
Таким чином, завдання, поставлені Ставкою ВГК, були повністю виконані 30 вересня 1943 року. У ході операції були розгромлені війська противника, що протистояли, був форсований Дніпро і захоплені плацдарми на його правому березі, надана суттєва допомога військам Воронезького і Степового фронтів. Втрати військ фронту за період операції становили 141,4 тис. осіб, зокрема 33,5 тис. осіб безповоротних і 107,9 тис. осіб санітарних втрат.